# Едмунд Грісен
Едмунд Грісен (англ. Edmund William Greacen; 1876⁣ — ⁣1949) — американський художник-імпресіоніст, створивший за свою художню кар'єру безліч робіт маслом на полотні і дошці. Також займався педагогічною діяльністю у створеній ним у Нью-Йорку Grand Central School of Art.

## Біографія
Народився у 1876 році в Нью-Йорці, син Томаса Грісена та Ізабелли Віггінс (англ. Thomas Edmund Greacen and Isabella Wiggins). Його батько приїхав у США з Шотландії у 1868 році, і створив тут власний взуттєвий бізнес. Завдяки успішному веденню справ, сім'я жила в будинку, який нині відомий як Рокфеллеровський центр. Літо батьки і діти проводили на фермі в окрузі Салліван, штат Нью-Йорк.

Отримавши ступінь бакалавра в Нью-Йоркському університеті, Едмунд був відправлений батьком в тривале плавання, щоб відвернути його від Іспано-американської війни. Після повернення продовжив кар'єру художника і в 1899 році вступив у Лігу студентів-художників Нью-Йорка, а також відвідував заняття у New York School of Art (нині Parsons School of Design), де навчався у Вільяма Чейза. Під час навчання познайомився з Ethol Booth з Нью-Гейвена, штат Коннектикут, яка навчалася мистецтва в поруч розташованій школі Miss Morgan's Art School. Вони одружилися у 1904 році.
У 1905 році разом із дружиною та іншими учнями класів Чейза подорожували по Іспанії. Потім парочка вирушила на навчання у Нідерланди, Бельгію і Англію. У цей час Етол була основною моделлю чоловіка в його роботах на пленері. Пізніше вони поїхали до Франції, де в 1906 році в Парижі у них народився син Едмунд Вільям-молодший. Улітку 1907 року сім'я орендувала будинок у Живерні, недалеко маєтку будинку Клода Моне. У Живерні у Грісенов народилася у 1908 році дочка Нан.
Сім'я повернулася у Сполучені Штати в 1910 році і до 1917 року Едмунд працював у власній студії в Нью-Йорку. Він почав виставляти свої роботи, став членом нью-йоркського клубу National Arts Club і почав працювати в Manhattan School of Art. Працюючи на Мангеттені, він також став членом художньої колонії в Олд Лайм, штат Коннектикут, де створив численні пейзажі. Під час Першої світової війни протягом шести місяців служив в армії, але був демобілізований за віком. Повернувся в Нью-Йорк, де продовжив жити і працювати. У 1920 році був обраний до Національної академії дизайну як асоційованого члена; дійсним академіком став в 1935 році.
У 1922 році отримав нагороду Samuel T. Shaw Prize від Salmagundi Club на виставці в галереї Macbeth Gallery. У тому ж році, разом з Джоном Сарджентом і Волтером Кларком, створив асоціацію Painters and Sculptors Gallery Association, продовженням якої стали галерея Grand Central Art Galleries і школа Grand Central School of Art, у якій Едмунд Грісен став директором. У школі пропрацював наступні 20 років.
Незабаром після декількох серцевих нападів і погіршення здоров'я, Грісен із дружиною переїхали до Флориди. Але через кілька років вони повернулися в Нью-Йорк.
Помер художник у 1949 році в місті Вайт-Плейнс, штат Нью-Йорк.